# Samaritan (Film)
Samaritan ist ein Fantasydrama von Julius Avery, das am 26. August 2022 per Streaming auf Amazon Prime veröffentlicht wurde. Der Film basiert auf der gleichnamigen Graphic Novel von Bragi F. Schut, Marc Olivent und Renzo Podesta.
Regie führte Julius Avery. Das Drehbuch schrieb Bragi F. Schut.

## Handlung
Zwei Brüder mit übernatürlichen Kräften, deren Eltern durch den Anschlag eines Mobs auf sie getötet wurden, setzen ihre Kräfte gegensätzlich ein – einer als der Held Samaritan, um Menschen zu helfen, der andere als der Schurke und sein erbittertster Gegner Nemesis, um sich an den Menschen zu rächen. Nach einem epischen Kampf gelten beide als tot.
Der Junge Sam, ein großer Fan des Helden Samaritan, glaubt 25 Jahre danach nicht, dass sein Held gestorben ist, und trifft auf den Müllmann Joe, der seine übernatürlichen Kräfte vor Sam nicht mehr verbergen kann, nachdem Joe ihn vor Schlägern gerettet hat und der, nachdem man ihn absichtlich überfahren hat, seine schweren Verletzungen vor Sams Augen heilt.
Joe weicht Sam jedoch immer wieder aus, sobald dieser ihn auf die Vergangenheit anspricht, und will weiterhin inkognito ein unauffälliges Leben führen, bis der Anführer einer Gang, Cyrus, nach dem Raub in einer Asservatenkammer den Helm und die mächtige Waffe von Nemesis erbeutet und beginnt, als neuer Nemesis Chaos und Gewalt zu verbreiten und die Rufe nach einer Rückkehr von Samaritan immer lauter werden.
Cyrus entführt Sam und lässt dessen verletzte Mutter zurück, die den heraneilenden Joe darüber informiert. Joe zieht gegen Cyrus in den Kampf, um Sam zu retten. In seinen aufblitzenden Erinnerungen an den Tod seines Bruders und durch die Gnadenlosigkeit, mit der er Cyrus und seine Männer bekämpft und besiegt, wird Cyrus klar, dass Joe nicht der überlebende Samaritan, sondern Nemesis ist, der seinen Bruder in ihrem erbitterten Kampf im letzten Moment noch vor dem Tod bewahren wollte, ihn aber nicht mehr retten konnte. In einer ähnlichen Situation stößt er Cyrus hingegen absichtlich in die Tiefe.
In den Medien ist nicht bekannt, dass Joe eigentlich Nemesis ist, und Sam ermutigt ihn, als zurückgekehrter Samaritan anstelle seines Bruders den Kampf gegen das Böse aufzunehmen.

## Produktion
Im Februar 2019 wurde berichtet, dass MGM ein Drehbuch zu einem Film namens Samaritan erworben hat und diesen zusammen mit Balboa Productions produzieren wird. Der Urheber, Bragi F. Schut, hatte das Drehbuch geschrieben, um die Geschichte für eine Serie von Graphic Novels zu adaptieren. Im September 2019 wurde Julius Avery als Regisseur des Films bekanntgegeben.
Durch die Beteiligung von Balboa Productions übernahm Sylvester Stallone die Titelrolle und fungierte als Produzent. Im Februar 2020 stießen Martin Starr, Moisés Arias, Dascha Polanco, Pilou Asbæk, Javon Walton, Jared Odrick und Michael Aaron Milligan zur Besetzung hinzu. Im März 2020 wurde Natacha Karam für eine weitere Nebenrolle ausgewählt.
Die am 26. Februar 2020 in Atlanta gestarteten Dreharbeiten wurden im Zuge der Corona-Pandemie vom 14. März bis 8. Oktober 2020 unterbrochen.
Der Film sollte am 4. Juni 2021 in die US-Kinos kommen. Später wurde der Starttermin allerdings auf unbestimmte Zeit verschoben und schließlich auf den 26. August 2022 lediglich für das Streaming auf Amazon Prime festgelegt. In Deutschland war der Kinostart am 1. September 2022 geplant.

## Synchronisation
Die deutsche Synchronisation entstand nach einem Dialogbuch von Robert Weber und der Dialogregie von Till Endemann im Auftrag der DMT Digital Media Technologie GmbH in Hamburg.
| Darsteller           | Synchronsprecher     | Rolle                           |
| -------------------- | -------------------- | ------------------------------- |
| Sylvester Stallone   | Jürgen Prochnow      | Joe Smith / Nemesis / Samaritan |
| Martin Starr         | Till Endemann        | Albert Casler                   |
| Pilou Asbæk          | Daniel Welbat        | Cyrus / Nemesis II              |
| Jared Odrick         | Daniel Schütter      | Farshad                         |
| Abraham Clinkscales  | Jonah Cetin          | Jace                            |
| Roger Payano         | Patrick Stamme       | Pete                            |
| Drew Matthews        | Martin Lohmann       | Polizist im Streifenwagen       |
| Jaime Andrews        | Katharina von Keller | Reporterin #1                   |
| Milli M.             | Katharina von Keller | Reporterin #2                   |
| Moisés Arias         | Lino Böttcher        | Reza                            |
| Javon 'Wanna' Walton | Emil Mohr            | Sam Cleary                      |
| Sophia Tatum         | Nina Witt            | Sil                             |
| Dascha Polanco       | Jannika Jira         | Tiffany Cleary                  |
| Daniel A. Thomas     | Volker Hanisch       | Willis                          |

## Rezeption

### Kritiken
Bei Rotten Tomatoes sind lediglich 38 % der Kritiken positiv bei insgesamt 120 Kritiken. Im Kritikerkonsens heißt es: „Obwohl Samaritan besser ist, als er hätte sein können, ist das von Stallone dominierte Superhelden-Drama zu wenig kreativ.“
Das Lexikon des internationalen Films vergibt drei von fünf Sternen und stellt fest, dass Samaritan „weniger ein Superheldenabenteuer als eine Mischung aus Buddy-Movie und rasantem Actionfilm“ ist, der „vom Charisma seines bodenständigen Protagonisten [lebt]“.

### Auszeichnungen
Goldene Himbeere 2023
- Nominierung als Schlechtester Hauptdarsteller (Sylvester Stallone)[16]

## Fortsetzung
Nachdem Samaritan im Zuge seiner Veröffentlichung für drei Wochen die Spitzenposition der Filmcharts von Prime Video belegen konnte, wurde Bragi F. Schut von den Amazon MGM Studios auch als Drehbuchautor für eine Fortsetzung engagiert. Bei dieser soll Sylvester Stallone erneut die Titelrolle übernehmen und gemeinsam mit Braden Aftergood auch als Produzent fungieren.